# Junta de vidre esmerilat

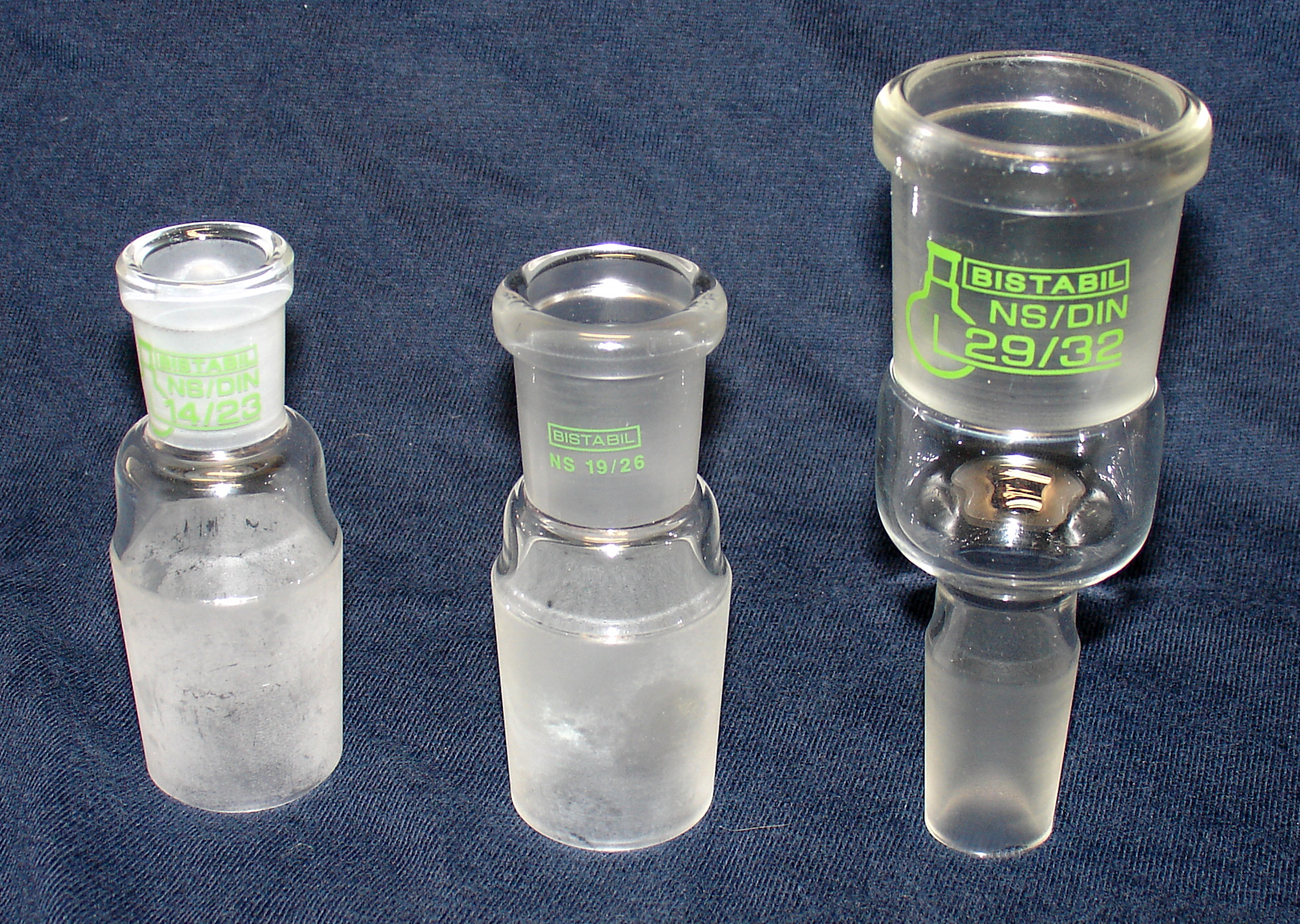
Juntes de vidre esmerilat en peces reductores

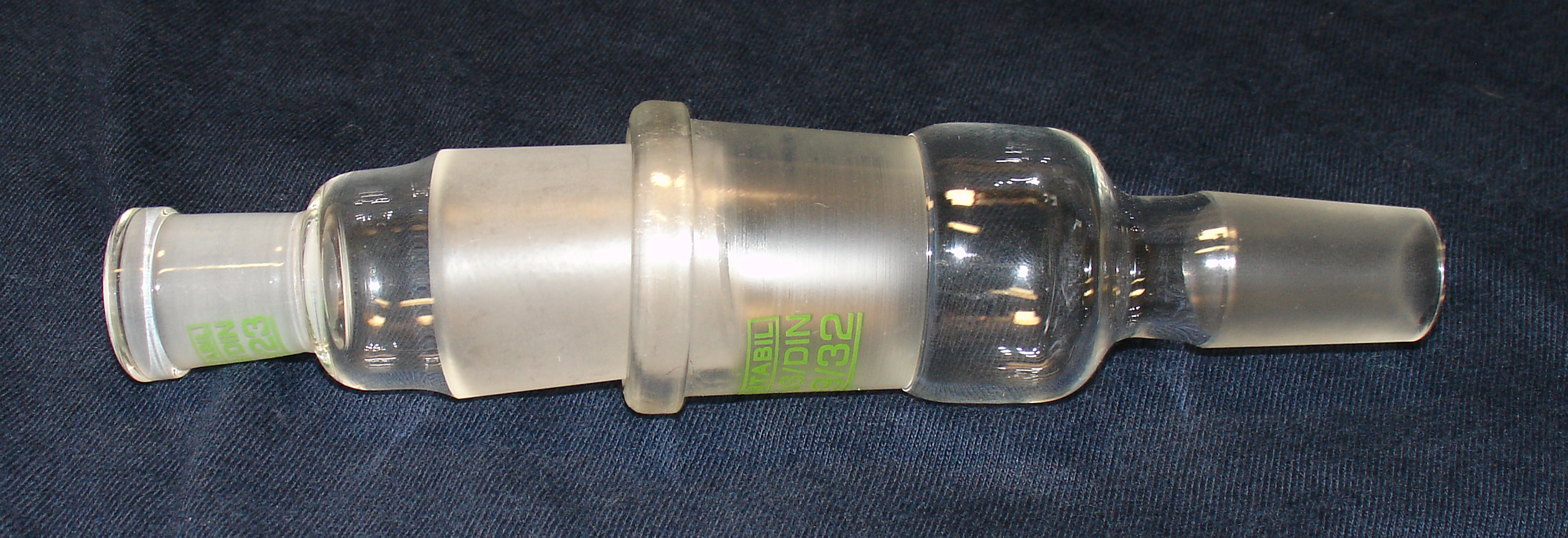
Dues peces reductores unides

Una junta de vidre esmerilat és una junta de vidre que es troba als caps dels recipients, peces i tubs de laboratori que té una cara esmerilada, obtinguda per sorrejament amb esmeril o per acció d'un raig d'àcid fluorhídric, que li lleva la transparència, i que facilita les unions amb altres recipients o tubs.
Les juntes esmerilades representen una gran millora en comparació dels mètodes antics d'unió que usaven objectes de vidre fets a mesura, que eren costosos i exigien més temps d'operació, o l'ús de taps de suro o de goma, menys resistents enfront d'atacs químics o enfront de la calor, o els tubs de vidre amb articulacions que portava temps preparar. Les juntes de vidre esmerilat també es troben com a manera d'ajust habitual en tots els taps de vidre. En tot cas les dues peces que s'han d'unir una ha de ser mascle (esmerilada per la part exterior) i l'altra famella (esmerilada per la part interior) i del mateix tipus i dimensions.

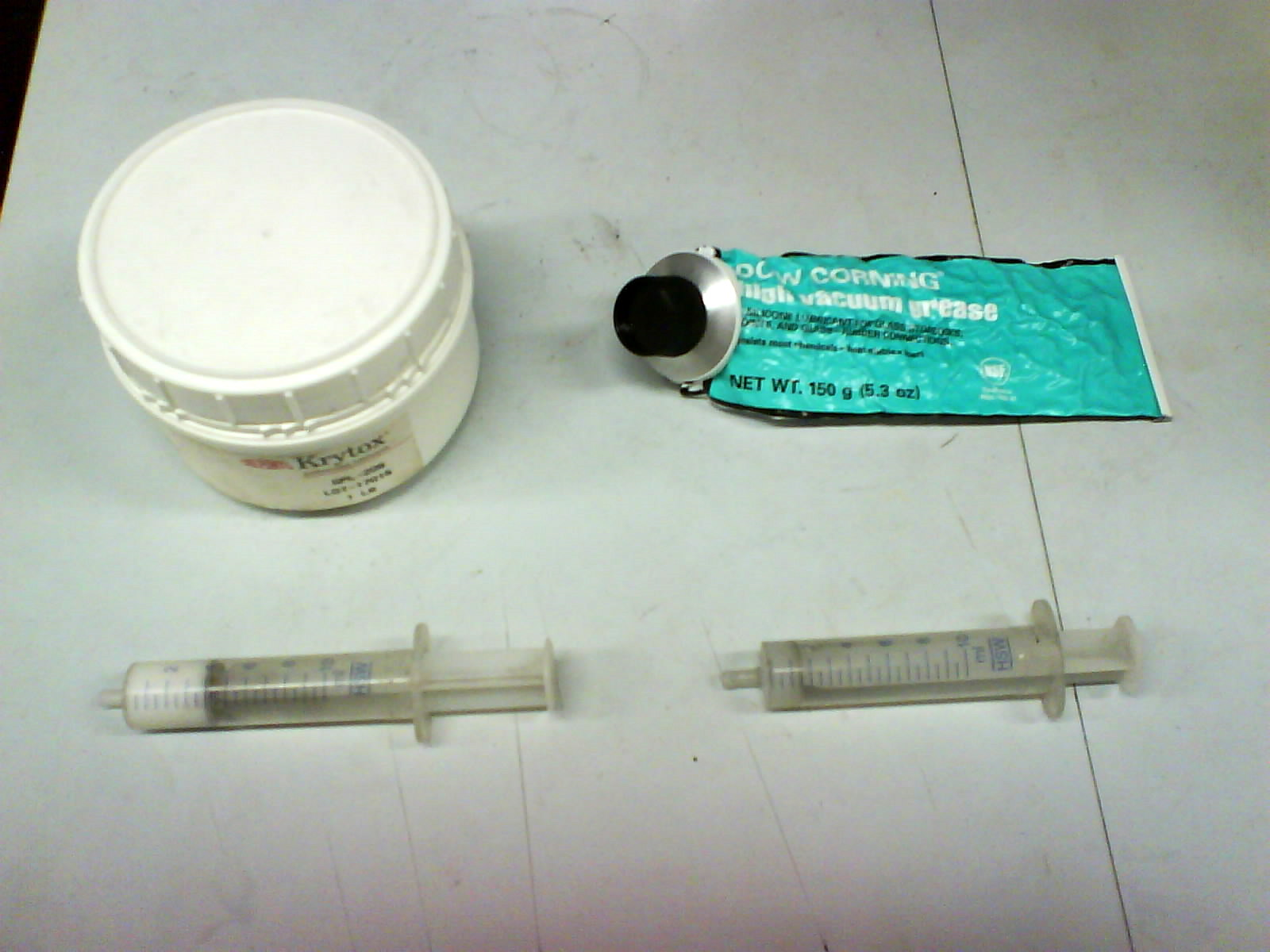
Greix de laboratori

Una capa, més aviat prima de greix especialment fabricat per a aquest fi, es pot aplicar a les superfícies de vidre esmerilat que van a ser connectades. A més de fer una connexió sense fugides, el greix permet a les dues parts de la unió que més tard puguin separar-se amb major facilitat.

## Tipus
Podem trobar tres tipus generals d'unions de vidre esmerilat:
- Les unions que tenen forma lleugerament cònica (cònica-cònica);
- les articulacions amb forma de ròtula (de vegades anomenades articulacions esfèriques) i;
- les articulacions planes.[2]

### Juntes còniques

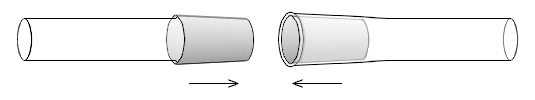
Juntes còniques. Mascle a l'esquerra i famella a la dreta

La unions esmerilades còniques normalment tenen una forma cònica 1:10 (conicidad del 10%, corresponent a un semiàngle α de la superfície cònica esmerilada de 2º51'45'' amb una tolerància de ±2') i s'han marcat amb un símbol que consisteix d'una T majúscula, superposat a una S majúscula, que significa Standard Taper. Aquest símbol va seguit d'un nombre, una barra, i un altre nombre. El primer nombre representa el diàmetre exterior en mil·límetres (mm) a la base (part més ampla) de la unió interna. El segon nombre representa la longitud de vidre esmerilat de la unió en mil·límetres. L'estàndard europeu ISO defineix les grandàries comunes d'unió 10/19, 14/23, 19/26, 24/29 i 29/32.

### Juntes de ròtula

Juntes de ròtula, mascle a l'esquerra i famella a la dreta

Per a les articulacions de ròtula o de bolla, ambdues peces finalitzen en superfícies de forma esfèrica que encaixen entre si, amb forats que condueixen a l'interior dels seus respectius tubs, als quals estan units. La bola té forma de semiesfera amb la superfície de vidre esmerilat en l'exterior, la qual s'inscriu dins de la cavitat, on la superfície de cristall esmerilat està a l'interior. Ambdues articulacions de bola i cavitat estan etiquetades amb un codi de grandària que consisteix en un nombre, una barra, i un altre nombre. El primer nombre representa el diàmetre exterior en mm de la bola a la seva base o el diàmetre intern en mil·límetres en la part més externa de la cavitat, en ambdós casos aquests són els diàmetres màxims de les articulacions. El segon nombre representa el diàmetre interior del forat en el centre de la bola o la cavitat, que condueix al diàmetre interior del tub que va unit a l'articulació.

### Juntes planes

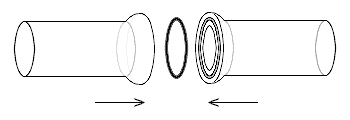
Juntes planes amb un anell al mig, que se situa dins d'una ranura, per evitar fugides

Les unions planes s'usen quan l'existència de canvis de temperatura elevats pot fer que les unions anteriors quedin encaixades o sofreixin risc de trencament. En les unions planes, ambdues peces acaben en un disc pla soldat a l'extrem de cada tub. Aquestes juntes no tenen flexibilitat i requereixen greix per evitar fugides i una pinça de subjecció.